# Burkholderia cepacia
Burkholderia cepacia (nebo také bakterie komplexu Burkholderia cepacia, BCC) jsou skupinou katalázu produkujících, laktózu nefermentujících Gram-negativních bakterií složenou z devíti druhů včetně B. epacia, B. multivorans, B. cenocepacia, B. vietnamiensis, B. stabilis, B. ambifaria, B. dolosa, B. anthina, a B. pyrrocinia. Jsou významnými lidskými patogeny, nejčastěji způsobují pneumonii u pacientů s cystickou fibrózou nebo chronickou granulomatózní chorobou.

## Patogeneze
Bakterie komplexu Burkholderia cepacia se vyskytují ve vodě a půdě a mohou dlouhodobě přežívat ve vlhkém prostředí. Byl popsán i jejich mezilidský přenos, v důsledku čehož, mnoho zdravotnických zařízení pro pacienty s cystickou fibrózou uplatňuje přísnou izolaci pacientů infikovaných BCC. Ti jsou léčeni a vyšetřováni ve speciálně vyčleněných prostorách a nepřicházejí do styku s neinfikovanými pacienty. Infekce může vést k akutnímu poklesu plicních funkcí a smrti, někdy se označuje jako cepacia syndrom.

## Historie
B.cepacia byla objevena americkým botanikem Walterem Burkholderem v roce 1949 jako původce hniloby cibule a poprvé popsána jako původce lidského onemocnění v padesátých letech. V osmdesátých letech došlo k popisu infikovaných pacientů s cystickou fibrózou a epidemiie byly spojeny s 35% úmrtností.

## Diagnóza
Nejčastěji diagnostikujeme infekci ze sputa jeho mikrobiologickou kultivací. Můžeme také používat metodiky průkazu DNA bakterií, například PCR.

## Léčba a prevence
Bakterie komplexu Burkholderia cepacia jsou přirozeně rezistentní k řadě antibiotik včetně aminoglykosidů a polymyxinu B. Léčba obvykle zahrnuje různá antibiotika, například ceftazidim, doxycyklin, piperacilin, chloramfenikol a co-trimoxazol.
Jsou rovněž rezistentní k řadě dezinfekčních prostředků, bylo například prokázáno přežívání v roztoku Betadinu (běžné povrchové antiseptikum). V dubnu 2007 výzkumníci z Schulich School of Medicine & Dentistry University of Western Ontario, ve spolupráci se skupinou z Edinburghu, uveřejnili objev způsobu usmrcení tohoto mikroorganismu.